# Факфак
Факфак (индон. Fakfak) — округ, находящийся на юге индонезийской провинции Западное Папуа. Столица этого округа носит название Факфак и является третьим по населению городом в провинции Западное Папуа (после Маноквари и Соронга). В округ Факфак входят четыре района: Факфак, Факфак Барат, Факфак Тимур, Кокас.